# Liste der Straßen und Plätze in Merbitz (Dresden)

Lage der Gemarkung Merbitz in Dresden

Die Liste der Straßen und Plätze in Merbitz beschreibt das Straßensystem im Dresdner Ortsteil Merbitz mit den entsprechenden historischen Bezügen. Aufgeführt sind Straßen, die im Gebiet der Gemarkung Merbitz liegen. Kulturdenkmale in der Gemarkung Merbitz sind in der Liste der Kulturdenkmale in Merbitz aufgeführt.
Merbitz ist Teil der Ortschaft Mobschatz, die wiederum zum statistischen Stadtteil Cossebaude/Mobschatz/Oberwartha der sächsischen Landeshauptstadt Dresden gehört. Wichtigste Straße in der Merbitzer Flur ist die Bundesautobahn 4 (Europastraße 40/Europastraße 55) auf ihrem Abschnitt zwischen dem Autobahndreieck Dresden-West und der Anschlussstelle Dresden-Altstadt. Sie verläuft rund 200 Meter nördlich des Dorfkerns grob in Ost-West-Richtung durch die Gemarkung ohne direkte Anbindung an das Merbitzer Straßennetz. Eine hervorgehobene Rolle für den Verkehr im Dresdner Westen spielen daneben die beiden Kreisstraßen, die sich in Merbitz kreuzen. Die K 6241 verbindet Roitzsch über Podemus, Merbitz und Mobschatz mit Cossebaude. Ebenfalls in Cossebaude nimmt die K 6242 ihren Ausgang und führt über Brabschütz, Alt-Leuteritz und Merbitz nach Kemnitz. Insgesamt gibt es in Merbitz elf benannte Straßen und Plätze, die in der folgenden Liste aufgeführt sind.

## Legende
Die nachfolgende Tabelle gibt eine Übersicht über die vorhandenen Straßen und Plätze im Ortsteil sowie einige dazugehörige Informationen. Im Einzelnen sind dies:
- Name/Lage: Aktuelle Bezeichnung der Straße oder des Platzes sowie unter ‚Lage‘ ein Koordinatenlink, über den die Straße oder der Platz auf verschiedenen Kartendiensten angezeigt werden kann. Die Geoposition gibt dabei ungefähr die Mitte der Straße an.
- Länge/Maße in Metern: Die in der Übersicht enthaltenen Längenangaben sind nach mathematischen Regeln auf- oder abgerundete Übersichtswerte, die in Google Earth mit dem dortigen Maßstab ermittelt wurden. Sie dienen eher Vergleichszwecken und werden, sofern amtliche Werte bekannt sind, ausgetauscht und gesondert gekennzeichnet. Bei Plätzen sind die Maße in der Form a × b dargestellt. Der Zusatz ‚im Stadtteil‘ bzw. ‚im Ortsteil‘ gibt an, wie lang die Straße innerhalb des Stadt-/Ortsteils ist, sofern sie durch mehrere Stadt-/Ortsteile verläuft.
- Namensherkunft: Ursprung oder Bezug des Namens.
- Jahr der Benennung: Zeitpunkt, zu dem die Straße ihren heute gültigen Namen erhielt (sofern bekannt).
- Anmerkungen: Weitere Informationen bezüglich anliegender Institutionen, der Geschichte der Straße, historischer Bezeichnungen, Baudenkmalen usw.
- Bild: Foto der Straße.

## Straßenverzeichnis
| Name/Lage                  | Länge/Maße | Namensherkunft                               | Jahr der Benennung | Anmerkungen | Bild |
| -------------------------- | ---------- | -------------------------------------------- | ------------------ | --- | ---- |
| An der Autobahn Lage       |            | Lage an der Autobahn (Bundesautobahn 4)      |                    | An der Autobahn ist der Name der Straße, die in Merbitz über die Autobahn führt. |      |
| Gewerbepark Lage           |            | Lage im Merbitzer Gewerbepark                |                    | Die Straße Gewerbepark erschließt das nach 1990 angelegte Gewerbegebiet. |      |
| Merbitzer Ring Lage        |            | Merbitz                                      |                    | Der Merbitzer Ring erschließt den Dorfkern von Merbitz. |      |
| Merbitzer Straße Lage      |            | Merbitz                                      |                    | Die Merbitzer Straße ist Teil der alten Verbindung von Merbitz nach Briesnitz. |      |
| Obergartenweg Lage         |            | Obergarten, Garten in Merbitz                |                    | Der Obergartenweg verbindet den Merbitzer Ring mit dem Gewerbepark. |      |
| Oberlandstraße Lage        |            | Gompitz-Mobschatzer Oberland                 |                    | Das Gompitz-Mobschatzer Oberland als Dresdner Teil des Meißner Hochlands liegt auf der Hochfläche außerhalb des Elbtalkessels. Die Oberlandstraße setzt sich unter gleichem Namen in den Fluren der benachbarten Ortsteile Alt-Leuteritz und Brabschütz fort. |      |
| Ockerwitzer Weg Lage       |            | Ockerwitz, südlich benachbarter Ortsteil     |                    | Der Ockerwitzer Weg ist Teil der alten Verbindung von Merbitz nach Ockerwitz und erschließt die südlichen Merbitzer Feldfluren. |      |
| Podemuser Hauptstraße Lage |            | Hauptstraße im benachbarten Ortsteil Podemus |                    | Die Podemuser Hauptstraße ist der alte Verbindungsweg von Merbitz nach Podemus. |      |
| Postweg Lage               |            | alte Poststraße                              |                    | Der Postweg ist die alte Verbindung entlang des oberen Tummelsgrundes von Alt-Leuteritz über Merbitzer Flur nach Mobschatz. |      |
| Zschonergrundweg Lage      |            | Zschonergrund                                |                    | Der Zschonergrundweg beginnt in Steinbach und folgt dem Zschonerbach bis nach Kemnitz, wo er zur Zschonergrundstraße wird. |      |
| Zur Schmiede Lage          |            | Schmiede (Werkstatt)                         |                    | Die Straße Zur Schmiede ist eine kurze Sackgasse zwischen Gewerbepark und Autobahn. |      |